# Copenhaguen
|  | Per a altres significats, vegeu «Copenhaguen (desambiguació)». |

Copenhaguen (danès: København) és la capital i la ciutat més gran de Dinamarca. La població de la ciutat és d'1.181.000 habitants, comptant tota l'àrea urbana. Copenhaguen és la seu del Folketing, el parlament danès, i de la monarquia danesa.

## Etimologia
El nom danès de la ciutat prové de la deformació de Købmandshavn, que significa 'port dels mercaders', fent referència a l'estratègica localització de la ciutat a l'entrada de la mar Bàltica, a l'illa de Sjælland. El nom català prové de l'alemany Kopenhagen.

## Història
Els primers signes d'activitat humana que s'hi han trobat daten del voltant de 4000 aC, però no hi ha indicis d'assentaments permanents en aquell moment.
Les excavacions arqueològiques indiquen que la primera ciutat que hom construí on ara hi ha la ciutat actual es remunta al segle xi i que es componia de dos assentaments, un en la part occidental de la ciutat medieval, envoltat del que avui és el carrer de Mikkel Bryggersgade, Vestergade, Gammeltorv / Nytorv i Løngangsstræde, i un altre assentament més petit en el que avui és Kongens Nytorv. La zona que circumda la platja es componia de prats humits en els quals s'han trobat signes de pasturatge de bestiar. La ciutat probablement tenia un port situat en el que avui és Højbro Plads.
En el segle xii, Copenhaguen va assolir cada vegada més importància i la ciutat es va fortificar. L'Església Catòlica va erigir catedrals en Roskilde i en Lund (en el que avui és Suècia), fet que va establir les bases per a un major desenvolupament dels centres regionals. Copenhaguen es troba a mig camí entre les dues ciutats, la qual cosa va augmentar el tràfic i comerç en l'assentament.
El primer escrit esmentant la ciutat es remunta al segle xii, quan Saxo Grammaticus en la Gesta Danorum es refereix a Copenhaguen com Mercatorum Portus, que es tradueix com a port de comerciants o, en danès de l'època, Købmannahavn. En una carta de 1186, el papa Urbà III es refereix a la ciutat com Hafn, però probablement només es deu tractar d'una versió reduïda del nom complet. El nom actual es deriva de la vella denominació danesa.
Entorn de 1160 Valdemar va donar el control de Copenhaguen a Absaló, el bisbe de Roskilde. Considerant que altres ciutats del regne danès estaven sota el govern directe del rei, Copenhaguen es va cedir al bisbe de Roskilde, ja que n'era el seu senyor i mestre.
Durant els anys següents, la ciutat va multiplicar la grandària per deu i s'hi van fundar noves esglésies i abadies. L'economia va augmentar a causa dels ingressos procedents d'un gran comerç de pesca de l'areng, que va proporcionar a gran part de l'Europa catòlica, l'areng salat que hom necessitava per poder respectar el precepte quaresmal de no menjar carn.

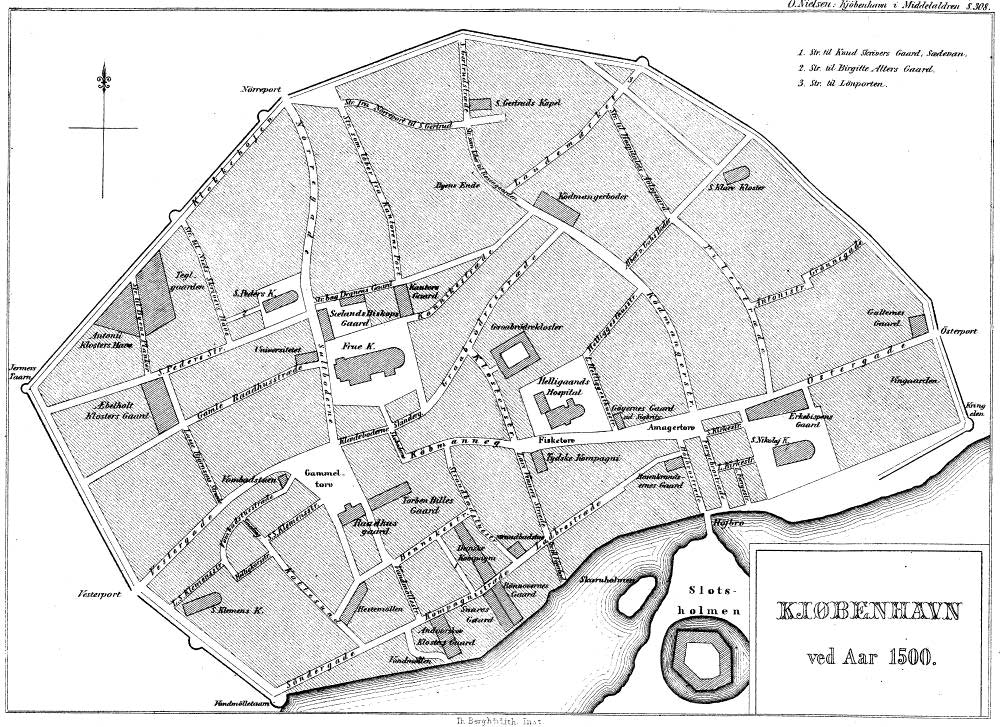
Reconstrucció de Copenhaguen al voltant del 1500.

Copenhaguen està situada en el punt més estratègic entre la mar Bàltica i el nord de la rica Alemanya, això li permet de ser un centre comercial important, un lloc on conflueixen poder i riquesa i això suposa una amenaça per a la pròpia existència. La ciutat va ser fortificada amb una muralla de pedra en el segle xiii i, des del 1290 fins al segle xix, tot el tràfic d'entrada i sortida de Copenhaguen va haver de passar a través d'una de les quatre portes de la muralla. Encara que diverses ciutats daneses tenien muralles en aquell moment, la majoria eren fetes de terra, possiblement amb una palissada en la part superior i un fossat. Copenhaguen fou la segona ciutat danesa, després de Kalundborg de ser fortificada amb muralla i torres de pedra. Aquest fet és un factor que n'indica seva importància en aquell moment de la història.
La ciutat va ser assetjada diverses vegades, igual que la resta de ciutats de la Lliga Hanseàtica. Alhora, el rei danès va tractar de tenir el control de Copenhaguen en detriment del bisbe, objectiu que aconseguí el 1416, quan Eric de Pomerània va assumir el control de la ciutat. Des de llavors, Copenhaguen pertany a la Corona de Dinamarca.
Malgrat segles de lluites i guerres pel poder, la ciutat continua creixent i fent-se més rica. Copenhaguen va mantenir un comerç molt dinàmic amb amics i enemics a parts iguals: hi van arribar comerciants estrangers i s'hi van establir gremis d'artesania. El 1479 s'hi va fundar la Universitat de Copenhaguen.
A causa de la invenció dels canons, el 1581 es va fer l'ampliació més gran de les muralles de la història de la ciutat. Aquesta ampliació va ser supervisada per Christopher Valkendorf.

### Renaixement

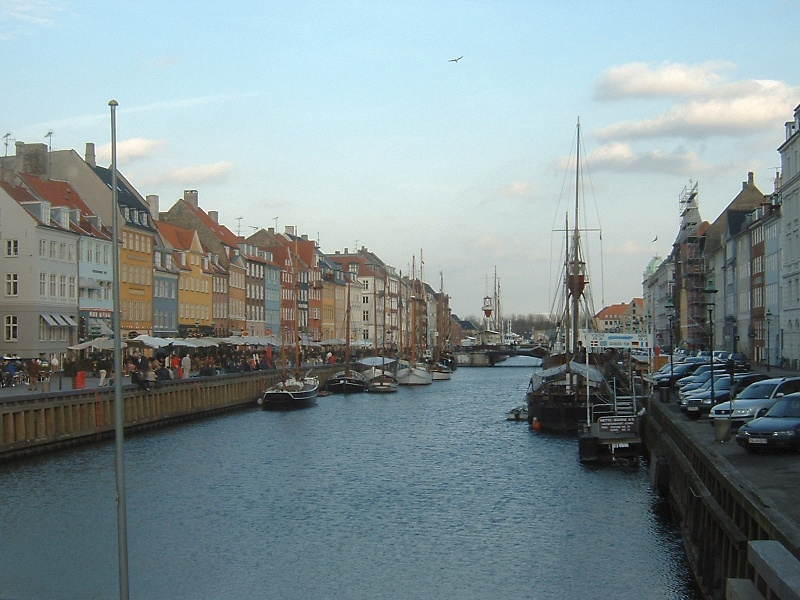
El barri de Nyhavn

En el moment de la coronació de Cristià IV de Dinamarca el 1596, Copenhaguen es va convertir en una ciutat rica i poderosa. El nou rei va decidir de fer de la ciutat un lloc estratègic important des del punt de vista econòmic, militar, religiós, i un centre cultural per al conjunt de la regió nòrdica. El rei va concedir els primers drets a empreses per tenir l'exclusivitat per comerciar amb països d'ultramar. Amb la finalitat de restringir les importacions, es van crear fàbriques perquè el país pogués fabricar pel seu compte tantes mercaderies com fos possible, per minimitzar la dependència de tercers.
Cristià IV va ampliar Copenhaguen amb dos nous districtes: Nyboder (Nova Stands) pensat per al gran nombre de personal de l'Armada i dels mercaders i el districte Christianshavn (Port cristià), realitzat prenent com a model Amsterdam. L'ampliació va venir acompanyada de més fortificacions i bastions per augmentar-ne la seguretat.
A més de les noves ampliacions en quantitat de superfície ocupada, Cristià IV va encarregar la construcció de nous grans edificis a arquitectes alemanys i holandesos per millorar així el prestigi de la ciutat. Fins avui dia, aquells edificis de nova creació han marcat el paisatge urbà de Copenhaguen.
En el moment de la defunció de Cristià IV el 1648, Copenhaguen ja s'havia convertit en la principal fortificació i port naval de Dinamarca i era el centre administratiu del regne de Dinamarca i un important centre comercial del nord d'Europa.

## Geografia
La ciutat de Copenhaguen està situada sobre la costa oriental de l'illa de Sjælland i sobre l'illa més petita d'Amager, de cara a l'estret de l'Øresund, que enllaça la mar del Nord amb la mar Bàltica. Les ciutats sueques de Malmö i Landskrona es troben en la costa oposada. Un pont uneix Copenhaguen amb Malmö des de l'any 2001.
El municipi de Copenhaguen és també un dels amter (departaments) de Dinamarca. La metròpoli de Copenhaguen, o gran Copenhaguen (Storkøbenhavn), està composta de dos amter: Copenhaguen i Copenhaguen amt. Aplega diversos municipis: els principals són Copenhaguen, Frederiksberg i Gentofte.
A la regió del voltant, Hovedstadsregionen, hi ha Frederiksborg i Roskilde. La regió d'Øresund comprèn la regió de Copenhaguen, una gran part de Selanda (Sjælland) i la part occidental de l'Escània, a Suècia.

### Població
La població danesa de la regió metropolitana de Copenhaguen és d'1.800.000 habitants, dels quals un terç viu al municipi de Frederiksberg i un altre terç a l'amt de Copenhaguen i a les altres comunitats de la regió. El conjunt d'aquests nuclis de població es coneix amb el nom de Storkøbenhavn. La regió Øresund, que comprèn l'est de Selanda i l'oest d'Escània (a Suècia), té una població total de 2.800.000 persones.

### Clima
| Dades climàtiques a Copenhagen (1981-2010) | Dades climàtiques a Copenhagen (1981-2010) | Dades climàtiques a Copenhagen (1981-2010) | Dades climàtiques a Copenhagen (1981-2010) | Dades climàtiques a Copenhagen (1981-2010) | Dades climàtiques a Copenhagen (1981-2010) | Dades climàtiques a Copenhagen (1981-2010) | Dades climàtiques a Copenhagen (1981-2010) | Dades climàtiques a Copenhagen (1981-2010) | Dades climàtiques a Copenhagen (1981-2010) | Dades climàtiques a Copenhagen (1981-2010) | Dades climàtiques a Copenhagen (1981-2010) | Dades climàtiques a Copenhagen (1981-2010) | Dades climàtiques a Copenhagen (1981-2010) |
| Mes                                        | gen                                        | febr                                       | març                                       | abr                                        | maig                                       | juny                                       | jul                                        | ag                                         | set                                        | oct                                        | nov                                        | des                                        | anual                                      |
| ------------------------------------------ | ------------------------------------------ | ------------------------------------------ | ------------------------------------------ | ------------------------------------------ | ------------------------------------------ | ------------------------------------------ | ------------------------------------------ | ------------------------------------------ | ------------------------------------------ | ------------------------------------------ | ------------------------------------------ | ------------------------------------------ | ------------------------------------------ |
| Màxima mitjana °C (°F)                     | 3.3 (37.9)                                 | 3.5 (38.3)                                 | 6.2 (43.2)                                 | 11.4 (52.5)                                | 16.5 (61.7)                                | 19.4 (66.9)                                | 22.0 (71.6)                                | 21.8 (71.2)                                | 17.6 (63.7)                                | 12.7 (54.9)                                | 7.7 (45.9)                                 | 4.4 (39.9)                                 | 12.3 (54.1)                                |
| Mitjana diària °C (°F)                     | 1.3 (34.3)                                 | 1.4 (34.5)                                 | 3.4 (38.1)                                 | 7.7 (45.9)                                 | 12.5 (54.5)                                | 15.6 (60.1)                                | 18.2 (64.8)                                | 18.0 (64.4)                                | 14.3 (57.7)                                | 10.0 (50)                                  | 5.6 (42.1)                                 | 2.5 (36.5)                                 | 9.3 (48.7)                                 |
| Mínima mitjana °C (°F)                     | −0.7 (30.7)                                | −0.8 (30.6)                                | 0.6 (33.1)                                 | 4.0 (39.2)                                 | 8.5 (47.3)                                 | 11.8 (53.2)                                | 14.2 (57.6)                                | 14.2 (57.6)                                | 11.0 (51.8)                                | 7.2 (45)                                   | 3.5 (38.3)                                 | 0.6 (33.1)                                 | 6.2 (43.2)                                 |
| Pluja mitjana mm (polzades)                | 51.2 (2.016)                               | 36.5 (1.437)                               | 43.0 (1.693)                               | 35.3 (1.39)                                | 47.0 (1.85)                                | 63.6 (2.504)                               | 61.3 (2.413)                               | 68.8 (2.709)                               | 61.2 (2.409)                               | 61.9 (2.437)                               | 57.1 (2.248)                               | 56.1 (2.209)                               | 643 (25.315)                               |
| Mitjana de dies de pluja (≥ 1.0 mm)        | 10                                         | 8                                          | 10                                         | 7                                          | 8                                          | 9                                          | 9                                          | 9                                          | 9                                          | 10                                         | 11                                         | 10                                         | 110                                        |
| Font: meteo-climat-bzh                     |                                            |                                            |                                            |                                            |                                            |                                            |                                            |                                            |                                            |                                            |                                            |                                            |                                            |

## Llocs d'interès
| - Palau Amalienborg - Dyrehavsbakken - Christiania - Christiansborg - Zoo de Copenhaguen - Museu de les belles arts daneses - Dyrehaven. Parc dels ants - Església Sant Albà | - Castell de Frederiksborg à Hillerød - Font Gefion - Kongens Have - Castell de Kronborg - La Sireneta - Museu Louisiana - Museu Nacional de Dinamarca - Ny Carlsberg Glyptotek | - Nyhavn - Palau de Rosenborg - Strøget - Jardins de Tivoli - Rundetårn, la Torre Rodona - Òpera de Copenhaguen - Mansió de Moltkes - Kastellet |

## Transports

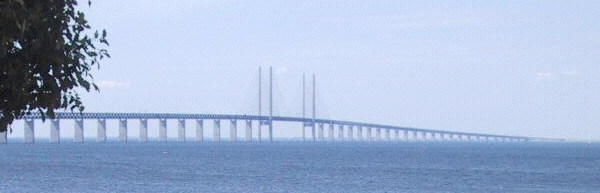
Pont de l'Oresund entre Copenhaguen i Malmö

Copenhaguen té un sistema integrat de metro, autobús i trens, anomenat S-toget. El sistema opera amb un bitllet vàlid per a tots els mitjans, de manera que els transbords entre uns i altres es poden fer amb el mateix bitllet. També hi ha un servei de taxis (taxa, en danès).
Copenhaguen està connectada a una xarxa important de carreteres i autovies sense peatge. Des de l'estiu del 2000 les ciutats de Copenhaguen i de Malmö estan connectades per un pont de peatge, el pont de l'Oresund, que permet de travessar la mar tant al transport de ferrocarril al de carretera.
El pont el van inaugurar l'1 de juliol del 2000 el rei Carles XVI Gustau de Suècia i la reina Margarida II de Dinamarca. Com a resultat, Copenhaguen s'ha convertit en el centre d'una gran àrea metropolitana que s'estén per les dues nacions. La construcció del pont ha propiciat una gran quantitat de canvis en el sistema de transport públic i una bona renovació d'Amager, al sud de la capital. La utilització del pont pels automobilistes no ha estat tan gran com s'esperava, probablement a causa de l'alt cost del peatge. D'altra banda, hi ha molts trens de passatgers que el travessen (un tren cada vint minuts).
Un dels mitjans de transport preferit pels habitants de Copenhaguen és la bicicleta. Durant certs períodes de l'any, i en certs llocs, es poden fer servir bicicletes públiques amb un dipòsit de 20 corones que es recupera en tornar la bicicleta en un dels llocs habilitats.

## Personatges il·lustres
- Andreas Peter Berggreen (1801-1880) compositor musical
- Aage Niels Bohr (1922-2009) físic, Premi Nobel de Física de 1975
- Arne Jacobsen (1902 - 1971), arquitecte
- Bjarke Ingels, fundador de Bjarke Ingels Group
- Emil Aarestrup, poeta
- Per Kirkeby, pintor.
- Søren Kierkegaard, filòsof.
- Simón Holger Paulli violinista i compositor.
- Klaus Schall compositor
- Rasmus Nilausen, artista
- Sophus Vigo Haroldo Kalhange, (1840-1905) compositor musical.
- Peter Arnold Heise (1830-1879) compositor i organista.
- Niels Henrik David Bohr (1885-1962) físic, Premi Nobel de Física de 1922
- Thorvald Otterstrom (1868-1942) compositor musical
- Henrik Dam (1895-1976) metge i bioquímic, Premi Nobel de Medicina o Fisiologia de 1943
- Harald Lander (1905-1971), ballarí, coreògraf i director artístic.
- Thorvald Nicolai Thiele (1838-1910), astrònom i matemàtic

## Ciutat agermanades
| - Beijing, Xina - Berlín, Alemanya - Curitiba (Brasil) | - Marsella, França - París, França | - Praga, República Txeca - Reykjavík, Islàndia |